# Dunkær
Dunkær er en landsby i Rise Sogn på Ærø. Den ligger på Ærøs højderyg øst/vest ca. 6 kilometer fra Ærøskøbing og 3 kilometer fra Østersøen. Landsbyen blev i 1800-tallet beboet af teglværksarbejdere og har derfor ikke mange gårde med jord. I Dunkær ligger Dunkær kro og Ærø Redningskorps. Landsbyen Dunkær ligger sammen med det øvrige Ærø i Region Syddanmark.

## Etymologi
Navnet Dunkær nævnes første gang i 1398 i formen Duncker. Forleddet dun er enten et navneord som plantenavn, eller en forkortelse af et plantenavn begyndende med dun. efterleddet Kær betyder mose eller vådområde.

## Kroen
På vejen mod nord til Ærøskøbing ligger Dunkær Kro. Den var kongelig privilegeret kro fra 1848. Der har på et tidligere tidspunkt ligget en anden kro i ejendommen over for den nuværende kro. I 1848 ejede Bernhard Ludvig Clausen kroen, hvor han havde butik i den sydlige ende af huset. Mikkel Clausen, der drev kroen fra 1890-erne, lavede en bitter i lighed med Riga Balsam. I 1915 blev kroen udvidet, og der blev bygget en sal overfor. I nutiden bliver kroen kun brugt som krostue og til overnattende gæster.

## Dunkær Skole
Dunkær skole lå på hjørnet af landevejen mod Marstal. Den blev bygget i 1819. Indgangen til skolen skete gennem haven ind i en smal forstue. Børnene gik i skole hver anden dag. Dunkær skole blev i 1951 ramt af en ildebrand. Eleverne blev overflyttet til den gamle Rise Skole og senere til den nye centralskole i St. Rise Rise Skole. 2013 blev skolen nedlagt og eleverne blev flyttet til Marstal Skole.

## Fattighuset
Bagved Dunkær Skole lå Fattighuset. Da Rise Fattiggård blev bygget i 1870, blev fattiglemmerne flyttet hertil.

## Forretninger i Dunkær
I nutiden er der i Dunkær en autoforhandler, en kro og Ærø Redningskorps.
Tidligere har byen været driftig med flere forretninger gennem tiden, f. eks:
- Slagterforretningen ophørte 2019.
- Dunkær Bageri lå overfor Dunkær Kro indtil starten af 1990'erne.
- Christian H. Pedersens Automobilværksted, nedlagt 1946.
- Sigrid Andersens Trikotageforretning
- Sommerlyst Symaskinehandel
- Dunkær Sygekassekontor
- Rise Elektricitetsværk. 1909 – 1935
- Niels A. Nielsens Karetmagerværksted 1890 – 1960'erne
- Dunkær Købmandsforretning senere SPAR, nedlagt i 1998.
- Skomager Hans A. Hansen.
- Dunkær Posthus 1920 – 1974.
- Bro Mejeri 1894 – 1982 (I dag Ærø Lys, der producerer stearinlys)

54°50′53″N 10°25′11″Ø / 54.84806°N 10.41972°Ø